# Hemel- en aardglobe van Blaeu

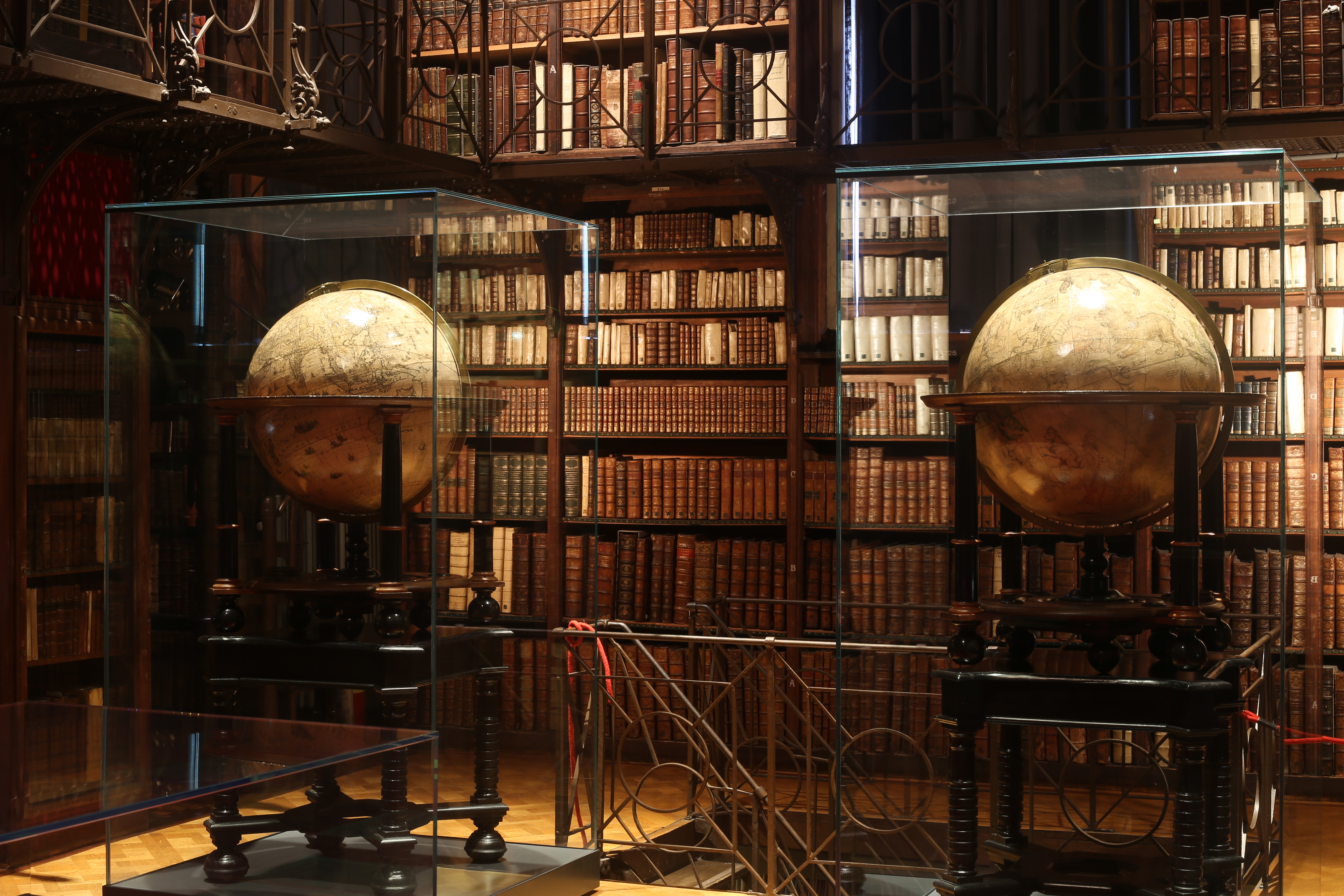
De hemel- en aardglobes van Blaeu

De hemel- en aardglobe van Blaeu zijn twee pronkstukken in de Nottebohmzaal van de Antwerpse Erfgoedbibliotheek Hendrik Conscience.

## Geschiedenis
Op de globes zelf komt geen datum van uitgave voor. Er wordt geschat dat de aardglobe afkomstig is uit de periode 1645-1648 en na de dood van Willem Blaeu werd aangevuld door Joan Blaeu. De globes hadden een enorme wetenschappelijke waarde toen ze gemaakt werden. Vandaag de dag zijn ze echter alleen nog van geschiedkundig belang. De hemel- en aardglobe van Blaeu werden op 22 januari 1836 aan de stad Antwerpen geschonken door baron Philippe de Pret de ter Veken, burgemeester van Hemiksem. De globes in de Erfgoedbibliotheek Hendrik Conscience zijn het enige Blaeu-globepaar van 68 centimeter in Belgisch bezit.

### Restauratie
Doordat de globes in 2013 al ongeveer 375 jaar oud waren vertoonden ze slijtage en beschadigingen door onder meer gebruik, oudere herstellingen en langdurige blootstelling aan lucht en licht. Van 9 mei 2012 tot 9 september 2013 verdwenen de globes van hun vaste plek in de Erfgoedbibliotheek Hendrik Conscience om hun herstellingen tot een goed eind te brengen. Dankzij het Dotatiefonds voor boek en letteren, het Fonds Léon Courtin-Marcelle Bouché, BASF Antwerpen NV en Umicore NV kon de Erfgoedbibliotheek het globepaar niet alleen de restauratiebehandeling geven, maar ook nieuwe vitrines kopen om ze verder te kunnen bewaren en presenteren.
In 2012 werd Francien van Daalen van Van Daalen Papierrestauratie Haarlem aangesteld om de restauratiewerken op de constructie, de krijtlaag en het papieren oppervlak van de globes toe te passen. Jurjen Creman en Daan Brouwer werden dan weer aangesteld om respectievelijk de houten en metalen onderdelen te behandelen. 
Voor de globes terugkeerden naar de Nottebohmzaal maakten ze een tussenstop in het Antwerpse havengebied waar ze door het Koninklijk Museum voor Schone Kunsten in Antwerpen onderzocht werden met röntgenstralen. Deze opnames gaven de onderzoekers een schat aan informatie over de verborgen geschiedenis van de globeproductie en fabricage van het globepaar. De Vakgroep Geografie van de Universiteit Gent maakte eveneens digitale opnamen en 3D-modellen van de globes.

## Het globepaar
De globes hebben beide een diameter van 68 centimeter, daarmee behoren ze tot de grootste die Blaeu tijdens zijn leven produceerde.
Ze zijn vervaardigd uit een houten geraamte waar verschillende lagen papier omheen zijn gekleefd. Rond de papieren bol bevindt zich een gipslaag, waarop papieren geren zijn aangebracht met het kaartbeeld met cirkelvormige kalotten voor de polen. Ze hebben een mediaanring in messing en een houten horizon, met de Juliaanse en de Gregoriaanse kalenders. Beide globes rusten op een houten stoel en zijn draaibaar door middel van een metalen as.

### De aardglobe
De aardglobe bestaat uit 36 gegraveerde en met de hand ingekleurde geren. De tekst werd al op voorhand door middel van koperplaten op het papier gedrukt, nadat dit papier gekleefd en gedroogd was werden de kleuren pas toegevoegd. De continenten en zeeën zijn rijkelijk geïllustreerd. Rond de globe loopt een houten horizoncirkel van ongeveer 105 millimeter breed, deze rust op vier gedraaide houten zuilen. Rond de horizoncirkel plakt een strook papier, hierop waren ook opschriften aangebracht, echter zijn die door de jarenlange sleet moeilijk leesbaar geworden. Van binnen- naar buitenrand toe vindt men achtereenvolgens de graadverdeling van de meridiaan, de windstreken (eerst die van de Klassieke Oudheid en dan de moderne 32 windstreken in het Nederlands) en ten slotte nog de Romeinse kalender in oude en nieuwe stijl met tussen beide de tekens van de dierenriem, de dagen van de week en de belangrijkste heiligen van de Roomse kerk tegenover hun respectievelijke feestdag. De vier zuilen waarop de globe rust zijn aan de onderkant bevestigd op een ronde houten schijf die van een kompas voorzien is om de globe te kunnen oriënteren. De plaats van uitgave wordt vermeld in het zuidelijk halfrond, namelijk Amstelredami. Excusum in aedibus Auctoris (Uitgevoerd te Amsterdam, ten huize van den vervaardiger).

### De hemelglobe
De hemelglobe bestaat uit 24 gegraveerde en met de hand ingekleurde geren. De sterposities aanwezig op de globe zijn afkomstig van Tycho Brahe en Frederik de Houtman. De sterrenbeelden hebben Latijnse, Griekse en Arabische namen. Van fabricage gelijkt de hemelglobe zeer sterk op die van de aardglobe. Het grootste verschil tussen beide is het kaartwerk waarmee ze bekleed zijn, de aardglobe geeft een beeld van de oppervlakte van de aarde, de hemelglobe geeft een beeld van de sterrenhemel.

## Geraadpleegde bronnen
- Expo Nottebohm Revisited, (09/12/2011 - 26/02/2012)
- De aard-en hemelgloben van W. Janz. Blaeu, in de Antwerpsche Bibliotheek, Am. Dermul. 1940
- Gids Erfgoedbibliotheek Hendrik Conscience
- De globes van Blaeu gerestaureerd: Publieksdag